# Lars Billing (psykolog)
Lars Erik Simon Billing, född 5 oktober 1922 i Stockholm, död 28 juni 2009 i Täby, var en svensk psykolog. 
Billing, som var son till kamrer Nils Billing och Signe Åkervall, blev filosofie kandidat vid Stockholms högskola 1950. Han var amanuens vid Skolöverstyrelsen (SÖ) 1950–1952 och psykolog vid barnpsykiatriska kliniken på Karolinska sjukhuset 1953–1987. Han genomgick specialutbildning angående handikappade barn i USA 1958 och 1967 samt i Storbritannien och Nederländerna 1962. Han var även verksam som idrotts- och vittnespsykolog. Billing är gravsatt i minneslunden på Skogskyrkogården i Stockholm.